# Avensa
Avensa (Aerovías Venezolanas Sociedad Anonima) was een Venezolaanse luchtvaartmaatschappij gesitueerd in Caracas, Venezuela. Het is financieel aan het herstructureren nadat het bedrijf failliet was gegaan vanwege achterstallig management.

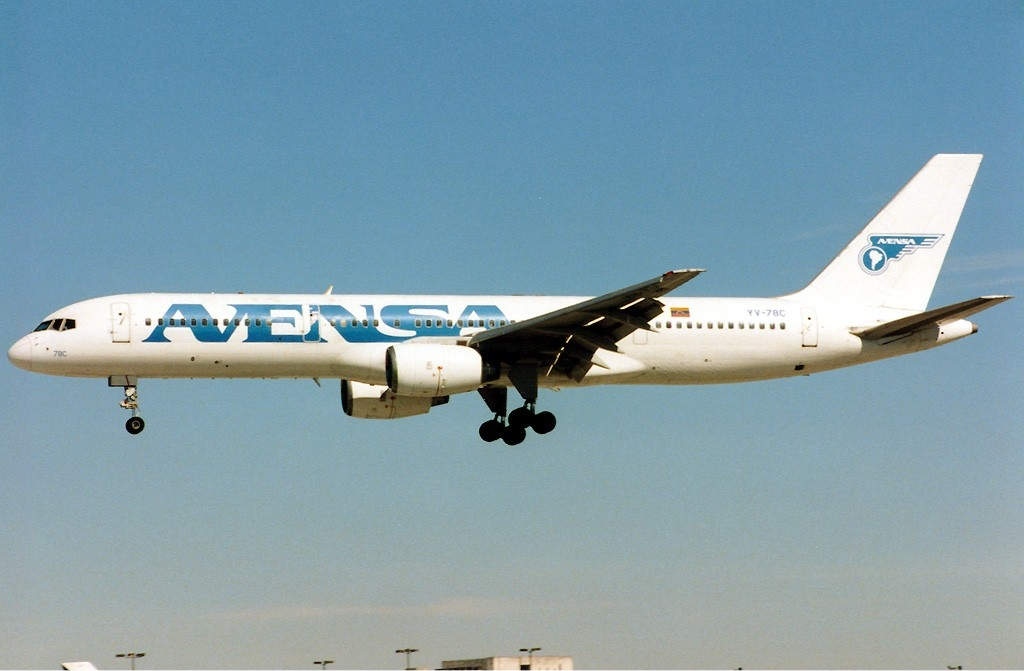
Boeing 757
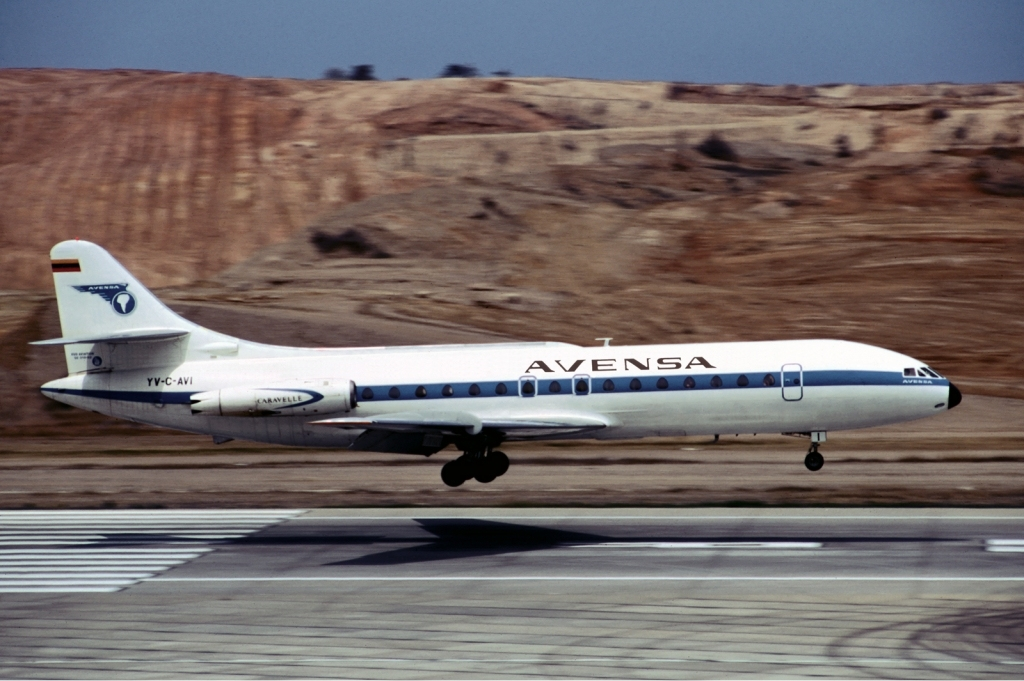
Caravelle Volpati
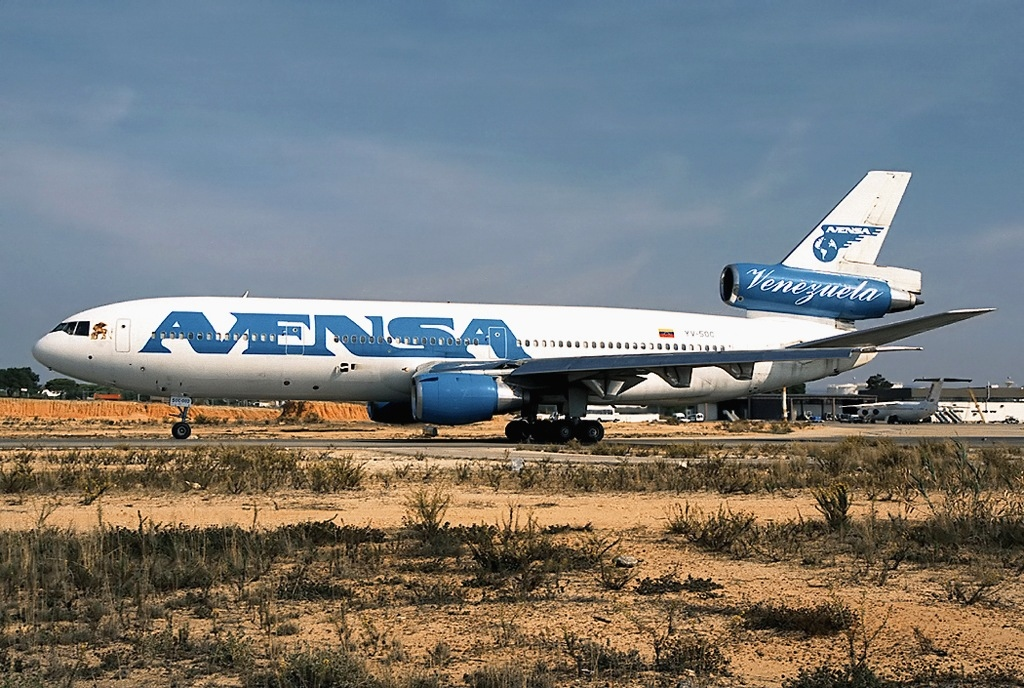
McDonnell Douglas DC-10-30